# Jezioro Rokickie
Jezioro Rokickie – jezioro w woj. pomorskim, w pow. tczewskim, w gminie Tczew na południowy zachód od Tczewa, położone między miejscowościami Rokitki i Lubiszewo Tczewskie. Jezioro leży na terenie Pojezierza Starogardzkiego.
Z jeziora wypływa rzeka Motława łącząca je z jeziorem Rokickim Małym.

## Dane morfometryczne
Powierzchnia zwierciadła wody według różnych źródeł wynosi od 18,5 ha przez 20,5 ha do 24,1 ha.
Zwierciadło wody położone jest na wysokości 16,5 m n.p.m. lub 18,5 m n.p.m.
Średnia głębokość jeziora wynosi 2,1 m, natomiast głębokość maksymalna 4,2 m.

## Hydronimia
Według urzędowego spisu opracowanego przez Komisję Nazw Miejscowości i Obiektów Fizjograficznych (KNMiOF) nazwa tego jeziora to Jezioro Rokickie. W różnych publikacjach i na mapach topograficznych jezioro to występuje pod nazwą Duże Rokitki lub Rokickie Duże.
Ze względu na położenie obok miejscowości Lubiszewo (Tczewskie), jezioro jest także czasem (np. w Google maps) nazywane jeziorem Lubiszewskim.